# Stadland (Landschaft)
Stadland bezeichnet eine Landschaft am Ufer der Weser. Die gleichnamige Gemeinde Stadland befindet sich heute auf einem Teil des Stadlandes.

## Lage
Stadland ist die Bezeichnung für den Uferwall der Weser, der von Brake bis Nordenham reicht. Dieser Uferwall ist nur wenige Kilometer breit und bildet den Kern der historischen Landschaft Stadland. Entlang des Uferwalls floss seit Mitte des 14. Jahrhunderts bis zum 17. Jahrhundert der Meeresarm Lockfleth. Dieser verschaffte dem Stadland und dem weiter nördlich gelegenen Butjadingen eine Insellage.
Als eine geografisch abgeschlossene Einheit wurde das Stadland in der frühen Neuzeit empfunden, als es durch Ahne und Heete im Norden und das Lockfleth im Westen und Süden begrenzt wurde, zwei Arme des damals existierenden Weserdeltas.

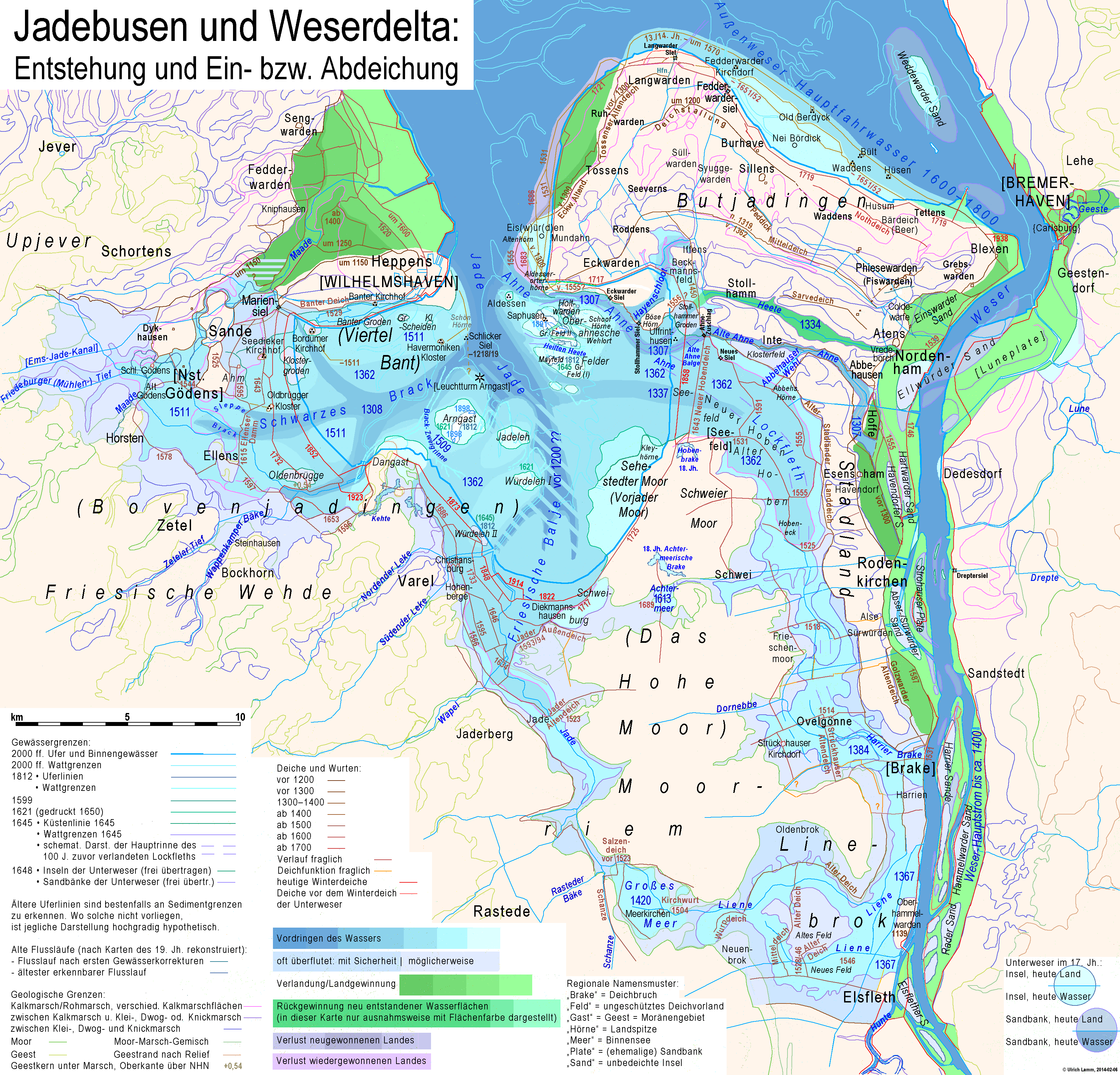
Das historische Stadland im westlichen Ufer der Weser.

Das Weserdelta mit Mündungsarmen zum Jadebusen gab es vom frühen 14. bis Anfang des 16. Jahrhunderts. Der erste Arm zwischen Weser und Jade war vor Ende der 1320er Jahre die Ahne, deren Verlauf eine Entstehung aus einem Weserdurchbruch nahelegt. Dadurch wurde Butjadingen vom Stadland getrennt. Seit der Clemensflut von 1334 zweigte von der Ahne die Heete ab, die bei Atens in die Weser mündete. Wenig nördlich von Elsfleth brach 1367 der Weserdeich an zwei Stellen. Jahrzehntelang weitete sich im Linebrok der alte Weserzufluss Liene zu einer verästelten Weserbucht nach Westen aus und trat bei Hochwasser bis in die Jade über. Bei der Marcellusflut von 1362 entstand südlich der Ahne ein langer und breiter Ausläufer des Jadebusens, das Lockfleth. 1384 brach nördlich des Dorfes Harrien der Weserdeich und die so genannte Harrier Brake gewann Anschluss an das Lockfleth. So wurde das Stadland zu einer schmalen langen Insel zwischen Weser und Lockfleth. Das zwischen Lockfleth und dem Friesische Balge genannten südlichen Teil des Jadebusens gelegene heutige Schweier Moor war damals noch kaum besiedelt. Hauptmündungsarm der Weser war auch vor und während der Zeit des Weserdeltas immer die Unterweser. Nach der Eroberung des Gebietes durch den Oldenburger Grafen Johann V. wurde sehr bald begonnen, die Mündungsarme abzudeichen. Schon 1515 wurde das Lockfleth beim neugegründeten Ovelgönne durch Deiche unterbrochen, aber die Trockenlegung des Gewässers dauerte noch mehr als hundert Jahre.
Heute wird das ganze Stadland durch ein Netz von Kanälen und Gräben entwässert, deren Wasserstand durch Pumpwerke an den Deichen von Unterweser und Jadebusen reguliert wird. Die Grenze von deren Einzugsgebieten ist hier wegen der diffusen, zudem noch durch Schöpfwerke beeinflussten Wasserbewegungen in vielen Bereichen unscharf. Alle Deiche der Halbinsel zwischen Jadebusen, Unterweser und unterer Hunte werden vom II. Oldenburgischen Deichband in Stand gehalten.

## Geschichte
Im frühen Mittelalter gehörte das Stadland zum friesischen Stammesgebiet. Um 1200 bildete sich die Bauernrepublik Stadland heraus, die ebenso wie das nördlich benachbarte Butjadingen als Teil des Gaues Rüstringen zum Bündnis der Sieben friesischen Seelande gehörte.
Im 14. Jahrhundert kam es zu mehreren katastrophalen Sturmfluten mit Tausenden von Toten und erheblichen Landverlusten. Der Hauptteil des Stadlandes wurde zur Insel im vorübergehend bestehenden Weserdelta. Zum Stadland gehörten aber auch die noch weitgehend unbewohnten Gebiete westlich von Ahne und Lockfleth. So mussten die Organe der Bauernrepublik Stadland 1481 dem Kauf des Klosters Jade durch das Kloster Rastede zustimmen. Mächtige Nachbarn versuchten, das Land an der Unterweser in ihre Hand zu bekommen: Der Erzbischof von Bremen, die Freie Reichsstadt Bremen und die Grafschaft Oldenburg. Nach der Schlacht bei Golzwarden von 1408 bis 1424 beherrschte Bremen das Gebiet, bis die ostfriesischen Häuptlinge tom Brok, Focko Ukena und Sibet Lubben es eroberten.
Im Januar 1514 eroberte Graf Johann V. von Oldenburg das Stadland mit Unterstützung des Bremer Erzbischofs und Zustimmung der Welfen (Johann bekam es als welfisches Lehen). Danach gehörte es bis 1946 zum oldenburgischen Staatsverband.